# Vieille-Chapelle
Vieille-Chapelle és un municipi francès situat al departament del Pas de Calais i a la regió dels Alts de França. L'any 2007 tenia 719 habitants.

## Demografia

### Població
El 2007 la població de fet de Vieille-Chapelle era de 719 persones. Hi havia 237 famílies de les quals 32 eren unipersonals (12 homes vivint sols i 20 dones vivint soles), 68 parelles sense fills, 121 parelles amb fills i 16 famílies monoparentals amb fills.
La població ha evolucionat segons el següent gràfic:
Habitants censats

### Habitatges
El 2007 hi havia 245 habitatges, 240 eren l'habitatge principal de la família i 4 estaven desocupats. Tots els 245 habitatges eren cases. Dels 240 habitatges principals, 218 estaven ocupats pels seus propietaris, 18 estaven llogats i ocupats pels llogaters i 4 estaven cedits a títol gratuït; 1 tenia dues cambres, 18 en tenien tres, 52 en tenien quatre i 169 en tenien cinc o més. 227 habitatges disposaven pel capbaix d'una plaça de pàrquing. A 86 habitatges hi havia un automòbil i a 145 n'hi havia dos o més.

### Piràmide de població
La piràmide de població per edats i sexe el 2009 era:
| Homes | Edats   | Dones |
| ----- | ------- | ----- |
| 0     | 95 o +  | 4     |
| 0     | 90 a 94 | 0     |
| 0     | 85 a 89 | 0     |
| 4     | 80 a 84 | 0     |
| 8     | 75 a 79 | 4     |
| 0     | 70 a 74 | 8     |
| 12    | 65 a 69 | 16    |
| 12    | 60 a 64 | 8     |
| 12    | 55 a 59 | 8     |
| 36    | 50 a 54 | 36    |
| 16    | 45 a 49 | 24    |
| 36    | 40 a 44 | 20    |
| 24    | 35 a 39 | 28    |
| 28    | 30 a 34 | 28    |
| 36    | 25 a 29 | 36    |
| 28    | 20 a 24 | 8     |
| 44    | 15 a 19 | 20    |
| 12    | 10 a 14 | 24    |
| 20    | 5 a 9   | 20    |
| 36    | 0 a 4   | 16    |

## Economia
El 2007 la població en edat de treballar era de 500 persones, 356 eren actives i 144 eren inactives. De les 356 persones actives 335 estaven ocupades (192 homes i 143 dones) i 21 estaven aturades (8 homes i 13 dones). De les 144 persones inactives 35 estaven jubilades, 60 estaven estudiant i 49 estaven classificades com a «altres inactius».

### Ingressos
El 2009 a Vieille-Chapelle hi havia 257 unitats fiscals que integraven 752,5 persones, la mediana anual d'ingressos fiscals per persona era de 19.416 €.

### Activitats econòmiques
Dels 9 establiments que hi havia el 2007, 1 era d'una empresa de construcció, 2 d'empreses d'hostatgeria i restauració, 3 d'empreses de serveis, 1 d'una entitat de l'administració pública i 2 d'empreses classificades com a «altres activitats de serveis».
Dels 2 establiments de servei als particulars que hi havia el 2009, 1 era un electricista i 1 restaurant.
L'any 2000 a Vieille-Chapelle hi havia 8 explotacions agrícoles.

## Equipaments sanitaris i escolars
El 2009 hi havia una escola elemental.

## Poblacions més properes
El següent diagrama mostra les poblacions més properes.